# АЭС Мадрас
АЭС Мадрас (АЭС Калпаккам) (англ. Madras Atomic Power Station, хинди मद्रास अणुऊर्जा केंद्र) — атомная электростанция, расположенная в городе Калпаккам штата Тамилнад в Индии. В 80 км от станции расположен город Ченнаи. Станция состоит из двух энергоблоков электрической мощностью 220 МВт каждый, оснащённых реакторами PHWR. Это первые блоки, спроектированные и построенные индийцами полностью самостоятельно, базируясь на технологии CANDU. Рядом с АЭС работает крупный опреснительный комплекс (4,5 млн. литров/день), использующий 4 МВт из мощности станции.

## История
Строительство первого энергоблока было начато 1 января 1971 года. 1 октября 1972 года был заложен второй энергоблок. Введены в эксплуатацию блоки были 27 января 1984 года (блок 1) и 21 марта 1986 года (блок 2). Первоначально мощность энергоблоков составляла 220 МВт, однако в 1989 году оба блока были остановлены для многомесячного ремонта из-за повреждения патрубков подвода замедлителя. Несмотря на ремонт, блоки больше не могли нести номинальную нагрузку, мощность была снижена с 220 до примерно 170 МВт.
С января 2002 года по июль 2003 года на блоке 2 были проведены масштабные работы по замене оборудования, модернизации и продлению срока эксплуатации. Аналогичные работы были проведены и на блоке 1 в 2004—2005 годах. В ходе работ были заменены каналы теплоносителя и парогенераторы. Кроме того, на блоке Мадрас-1 впервые в мире была произведена массовая замена патрубков подвода замедлителя. Для большей коррозионной стойкости углеродистую сталь, служащую материалом патрубков, легировали 0,2 % хрома. Паровая турбина первого энергоблока была модернизирована российским концерном «Силовые машины». Проведение работ по замене и модернизации оборудования позволило вывести оба блока на номинальную мощность, 220 МВт, и продлить срок их эксплуатации до 2033/2036 годов.

## Работа АЭС во время цунами 2004 года
26 декабря 2004 года из-за цунами, обрушившегося на восточное побережье Индии, уровень воды в море поднялся настолько, что она, проникнув через подводящие каналы, затопила некоторые насосы технического водоснабжения. Блок 1 в это время уже год как не работал (велась модернизация), блок 2 был остановлен штатными системами, все средства охлаждения реактора нормально работали. После тщательной проверки систем и оборудования блок 2 был запущен 2 января 2005 года.

## Информация об энергоблоках
| Энергоблок | Тип реакторов | Мощность | Мощность | Начало строительства | Подключение к сети | Ввод в эксплуатацию | Закрытие    |
| Энергоблок | Тип реакторов | Чистый   | Брутто   | Начало строительства | Подключение к сети | Ввод в эксплуатацию | Закрытие    |
| ---------- | ------------- | -------- | -------- | -------------------- | ------------------ | ------------------- | ----------- |
| Мадрас-1   | PHWR          | 205 МВт  | 220 МВт  | 01.01.1971           | 23.07.1983         | 27.01.1984          | 2033 (план) |
| Мадрас-2   | PHWR          | 205 МВт  | 220 МВт  | 01.10.1972           | 20.09.1985         | 21.03.1986          | 2036 (план) |